# Białobrzegi (gmina, Basses-Carpates)
Pour les articles homonymes, voir Białobrzegi (homonymie).
Białobrzegi est une commune (gmina) rurale de Pologne, située dans le powiat de Łańcut, dans la voïvodie des Basses-Carpates. Elle a pour chef-lieu le village de Białobrzegi. Elle compte 8 374 habitants en 2012, pour une superficie de 56,13 km2.
La commune de Białobrzegi comprend les villages suivants : Białobrzegi, Budy Łańcuckie, Dębina, Korniaktów Północny, Korniaktów Południowy et Wola Dalsza.
Elle est entourée par les communes suivantes : Czarna, Grodzisko Dolne, Łańcut, Przeworsk, Tryńcza et Żołynia.